# Irlande au Concours Eurovision de la chanson 1992
L'Irlande a participé au Concours Eurovision de la chanson 1992 à Malmö, en Suède. C'est la 27e participation et la 4e victoire irlandaise au Concours Eurovision de la chanson.
Le pays est représenté par Linda Martin et la chanson Why Me?, sélectionnées au moyen de la finale nationale National Song Contest organisée par Radio Telefís Éireann.

## Sélection

### National Song Contest 1992
Le radiodiffuseur irlandais, Radio Telefís Éireann (RTÉ), organise le National Song Contest 1992 pour sélectionner l'artiste et la chanson représentant l'Irlande au Concours Eurovision de la chanson 1992.
La finale nationale, présentée par Pat Kenny (en), a lieu le 29 mars 1992 à la Maison d'Opéra de Cork.
Huit chansons participent à cette finale nationale, dont sept interprétées en anglais et une en irlandais, langues officielles de l'Irlande.
Lors de cette sélection, c'est la chanteuse Linda Martin et la chanson Why Me?, écrite et composée par Johnny Logan sous son vrai nom « Seán Sherrard » — lui-même ayant déjà remporté l'Eurovision pour l'Irlande à deux reprises : en 1980 et en 1987 —, avec Noel Kelehan comme chef d'orchestre, qui furent choisies.

#### Finale
| Ordre | Artiste        | Chanson                  | Traduction               | Langue    | Points | Place |
| ----- | -------------- | ------------------------ | ------------------------ | --------- | ------ | ----- |
| 1     | The Last Word  | Feel the Pain            | Sens la douleur          | Anglais   | 79     | 2     |
| 2     | Patricia Roe   | Your Love                | Ton amour                | Anglais   | 79     | 2     |
| 3     | Joe O'Meara    | Inside My Restless Heart | Dans mon cœur sans repos | Anglais   | 74     | 4     |
| 4     | Luv Bug        | Close to Your Heart      | Près de ton cœur         | Anglais   | 45     | 8     |
| 5     | Connor Stevens | Higher                   | Plus haut                | Anglais   | 66     | 5     |
| 6     | Alannah        | Le chéile arís           | Ensemble à nouveau       | Irlandais | 53     | 6     |
| 7     | Linda Martin   | Why Me?                  | Pourquoi moi ?           | Anglais   | 105    | 1     |
| 8     | Karen Dowling  | Call to Me               | Appelle-moi              | Anglais   | 49     | 7     |

## À l'Eurovision

### Points attribués par l'Irlande
| 12 points | Autriche    |
| 10 points | Malte       |
| 8 points  | Pays-Bas    |
| 7 points  | Royaume-Uni |
| 6 points  | Chypre      |
| 5 points  | France      |
| 4 points  | Yougoslavie |
| 3 points  | Turquie     |
| 2 points  | Allemagne   |
| 1 point   | Suisse      |

### Points attribués à l'Irlande
| 12 points                 | 10 points                                                                    | 8 points      | 7 points                       | 6 points  |
| ------------------------- | ---------------------------------------------------------------------------- | ------------- | ------------------------------ | --------- |
| - Grèce - Malte - Turquie | - Allemagne - Autriche - Danemark - Finlande - Luxembourg - Pays-Bas - Suède | - Royaume-Uni | - Belgique - Islande - Norvège | - Suisse  |
| 5 points                  | 4 points                                                                     | 3 points      | 2 points                       | 1 point   |
| - Chypre                  | - Portugal                                                                   |               | - Italie - Yougoslavie         | - Espagne |

Linda Martin interprète Why Me? en 17e position, après le Royaume-Uni et avant le Danemark. Au terme du vote final, l'Irlande termine 1re sur 23 pays, obtenant 155 points.